# Atletismo nos Jogos Pan-Americanos de 1995 - 100 m com barreiras feminino
As provas dos 100 m com barreiras feminino nos Jogos Pan-Americanos de 1995 foram realizadas em 19 e 21 de março no Estádio Atlético "Justo Roman".

## Medalhistas
| Ouro                   | Prata                     | Bronze                |
| Aliuska López CUB Cuba | Donalda Duprey CAN Canadá | Odalys Adams CUB Cuba |

## Eliminatórias
Vento:
Eliminatória 1: -1.6 m/s, Eliminatória 2: -0.8 m/s
| Posição | Eliminatória | Nome             | Nacionalidade      | Tempo | Notas |
| ------- | ------------ | ---------------- | ------------------ | ----- | ----- |
| 1       | 1            | Aliuska López    | CUB Cuba           | 13.23 | Q     |
| 2       | 1            | Lesley Tashlin   | CAN Canadá         | 13.62 | Q     |
| 3       | 1            | Joyce Meléndez   | PUR Porto Rico     | 13.67 | Q     |
| 1       | 2            | Allison Williams | USA Estados Unidos | 13.52 | Q     |
| 2       | 2            | Donalda Duprey   | CAN Canadá         | 13.57 | Q     |
| 3       | 2            | Odalys Adams     | CUB Cuba           | 13.75 | Q     |

### Final
Vento: +2.1 m/s
| Posição           | Nome               | Nacionalidade      | Tempo | Notas |
| ----------------- | ------------------ | ------------------ | ----- | ----- |
| Medalha de ouro   | Aliuska López      | CUB Cuba           | 12.68 |       |
| Medalha de prata  | Donalda Duprey     | CAN Canadá         | 13.16 |       |
| Medalha de bronze | Odalys Adams       | CUB Cuba           | 13.17 |       |
| 4                 | Allison Williams   | USA Estados Unidos | 13.30 |       |
| 5                 | Carmen Bezanilla   | CHI Chile          | 13.45 |       |
| 6                 | Lesley Tashlin     | CAN Canadá         | 13.45 |       |
| 7                 | Joyce Meléndez     | PUR Porto Rico     | 13.77 |       |
| 8                 | Alejandra Martínez | CHI Chile          | 14.09 |       |